# Jean Fouquet
Jean Fouquet (Tours, Tra il 1415 e il 1420 – 1481) è stato un pittore e miniatore francese, massimo rappresentante della pittura del suo paese nel XV secolo.

## Biografia
Nacque a Tours, verso il 1415-1420, ma la sua formazione avvenne a Parigi, nell'ambito degli atelier di miniatura. Per tutta la sua carriera alternò la pittura su tavola con opere di miniatura di straordinaria qualità. La scarsità di documentazione rende difficoltosa la ricostruzione del suo percorso biografico, mentre è ormai appurato, almeno nelle principali linee, l'evoluzione stilistica nelle sue opere. Della sua prima attività si conoscono un Ritratto di Carlo VII e la Pietà di Nouans-les-Fontaines in Turenna, che risentono dell'insegnamento di Jan van Eyck e delle sculture di Claus Sluter.
Probabilmente tra il 1445 e il 1447 compì un viaggio in Italia, durante il quale fu fondamentale il soggiorno a Roma, alla corte di Eugenio IV del quale dipinse, forse, un perduto ritratto con due dignitari. Qui conobbe alcuni artisti, tra i quali forse il Filarete e quasi certamente Beato Angelico, ed ebbe modo di apprezzare le opere di Masolino e altri. Ne apprese le recenti formulazioni prospettiche e trasse inoltre, dai resti degli edifici romani, un repertorio classico che impiegò nelle opere successive. L'influenza dell'Angelico è visibile ad esempio nel Libro d'Ore di Étienne Chevalier. Visitò, forse, anche Napoli, sostò a Firenze, dove entrò in contatto con la pittura di Piero della Francesca e di Domenico Veneziano, e Ferrara, dove gli viene attribuito il Ritratto del Buffone Gonella, un nano della corte di Lionello d'Este. Comunque risultano evidenti sia la conoscenza dei monumenti italiani, che compaiono spesso raffigurati nelle sue opere, sia della prospettiva, dei volumi e della razionalità della luce dei pittori italiani.
Tornato in Francia nel 1448, fu attivo alla corte di Carlo VII, del quale dipinse un Ritratto (1448-1450), e poi di Luigi XI, del quale fu pittore ufficiale dal 1475. In Francia lavorò per i più alti funzionari statali, come Guillaume Jouvenel des Ursins, cancelliere di Francia (Ritratto, 1460 circa), Simon de Varie (Libro d'Ore, 1460 circa) o il tesoriere Etienne Chevalier. Per quest'ultimo miniò un Libro d'Ore oggi al Museo Condé di Chantilly, ma soprattutto dipinse quello che è considerato il suo capolavoro, il Dittico di Melun (1450 circa), commissionato per un altare della cattedrale di Melun, eretto in memoria di Agnès Sorel, amante di Carlo VII e morta nel 1450, di cui il committente era esecutore testamentario. Il dittico, da cui proviene anche il piccolo tondo con l'autoritratto dell'artista ora al Louvre, in cui riesce a conciliare le influenze fiamminghe, evidenziate dal realismo dei personaggi che si muovono in paesaggi di grande respiro, ed italiane, manifestate nel controllo dello spazio e nella definizione dei volumi, in un plasticismo nuovo che influenzerà a lungo l'arte francese.
Tra il 1465 e il 1470 si dedicò ad altri splendidi lavori di miniatura, tra cui le illustrazioni per le Antichità giudaiche di Flavio Giuseppe e per le Grandes chroniques de France.
Tra il 1470 e il 1476 l'interesse dell'artista si orientò verso composizioni più complesse, descriventi movimenti di masse e la narrazione mutò dalla focalizzazione dell'individuo verso un'azione corale di grandi folle.
Morì tra il 1478 e il 1481.

## Opere

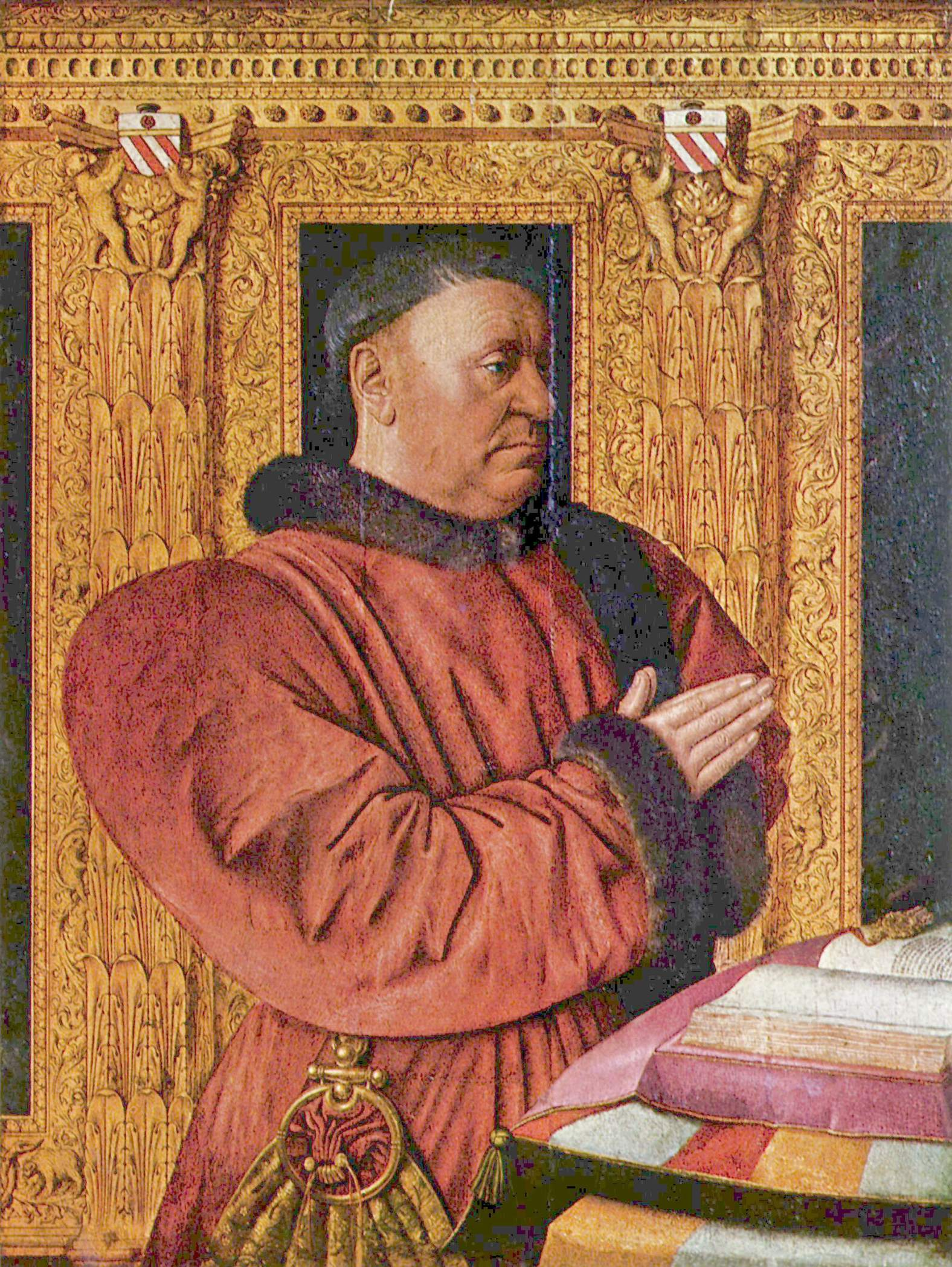
Ritratto di Guillaume Jouvenel des Ursins

- Ritratto di Carlo VII, 1444-1450 circa, tavola 86×71 cm, Parigi, Louvre
- Pietà in Nouans-les-Fontaines, 1444-1450 circa, tavola 146×237 cm, Nouans-les-Fontaines, chiesa parrocchiale
- Ritratto del Buffone Gonella, 1446-1448 circa, tavola 24×36 cm, Vienna, Kunsthistorisches Museum
- Ritratto di papa Eugenio IV con due confidenti, 1446 circa, forse su tela, perduto (ne esistono alcune copie e derivazioni): secondo alcuni autori per il suo forte contenuto innovativo nel soggetto, nella composizione e nell'accentuato realismo, potrebbe aver influenzato anche Raffaello nel Ritratto di Leone X e di due suoi familiari.[6]
- Legato papale, disegno su carta 19,8×13,5 cm, New York, Metropolitan Museum
- Libro d'Ore di Étienne Chevalier, dal 1448, miniatura, diviso tra Chantilly, Museo Condé, Londra, British Library (Add. 37.421), New York, Metropolitan Museum, Parigi, Biblioteca nazionale di Francia (Lat 1416), Parigi, Louvre, Departement des Arts graphiques (RF 1679, MI 1093), Parigi, Musée Marmottan, Upton House, Bearsted
- Dittico di Melun, 1450 circa, tavola
  - Etienne Chevalier presentato da santo Stefano (sinistra), 93×85 cm, Berlino, Gemäldegalerie
  - Madonna col Bambino (destra), 91,8×83,3 cm, Anversa, Koninklijk Museum voor Schone Kunsten
  - Autoritratto, smalto, Parigi, Louvre
- Grandes Chroniques de France (51 miniature, 2 perse), 1450-1460 circa, miniatura 46x35 cm, Parigi, Biblioteca nazionale di Francia (fr. 6465)
- Battaglia di Formigny (attr.), 1453-1455, disegno per arazzi, ms. fr. 22.335, Parigi, Biblioteca nazionale di Francia
- Cervo alato (attr.), disegno per arazzo 347×380 cm, Rouen, Musée départemental des antiquités
- Due miniature Libro d'Ore di Angers (Latin 3211, pp. 67 e 241, il resto del pittore Jouvenel), 1455 circa, miniatura, Parigi, Biblioteca nazionale di Francia
- Libro d'Ore di Adelaide di Savoia, 1455-1460, miniatura, Chantilly, Museo Condé
- Ritocchi al Libro d'Ore del 1416-1418 del Maestro di Boucicaut, miniatura, Londra, British Library (Add. 16.997)
- Libro d'Ore di Simon de Varie, 1455 circa, miniatura, L'Aia, Koninklijke Bibliotheek (ms. 74 G 37 e ms. 74 G 37a) e Los Angeles, J. Paul Getty Museum (ms. 7)
- Des cas des Nobles Hommes et Femmes Malheureux di Boccaccio, 1459 circa, miniatura 40x29 cm, Monaco di Baviera, Bayerische Staatsbibliothek (cod. gall. 6 352 fogli)
- Ritratto di Guillaume Jouvenel des Ursins, disegno su carta,  Berlino, Kupferstichkabinett
- Ritratto di Guillaume Jouvenel des Ursins, 1460-1465, tavola 96×73 cm, Parigi, Louvre

- Libro d'Ore di Jean Robertet, 1460-1465 circa, miniatura, New York, Pierpont Morgan Library (m. 834)
- Libro d'Ore dell'Aia, miniatura, L'Aia, Koninklijke Bibliotheek (ms. 74 G 28)
- Ritratto di Luigi XI, 1461-1462, tavola 22×15 cm, ubicazione sconosciuta, già a Chateau Saint Roch
- Ritratto di Maria d'Agiò, tavola, perduto (una copia a stampa in OA 14, fol. 15, Parigi, Biblioteca nazionale di Francia)
- Monogramma di Laurens Girard (attr.), disegno per vetrata, Parigi, Musée National du Moyen Âge
- Libro d'Ore di Carlo di Francia, prima del 1465, miniatura, Parigi, Bibliothèque Mazarine (ms. 473) e New York, The Cloisters (fogli singoli, 58.71 a, b)
- Les Antiquités Judaiques di Flavio Giuseppe, 1465 circa, miniatura 43x29 cm, Parigi, Biblioteca nazionale di Francia (ms. fr. 247 623)
- Les Antiquités Judaiques di Flavio Giuseppe, miniatura, Parigi, Biblioteca nazionale di Francia (fr. 21013)
- Statuti dell'Ordine di San Michele, 1469 circa, miniatura, Parigi, Biblioteca nazionale di Francia (ms. fr. 19819)
- SOG. Livio, miniatura, la Sorbona, Parigi, Biblioteca nazionale di Francia (fr. 20.071 e 20.072)
- Storia antica, 1470 circa, miniatura, Amsterdam, Rijksprentencabinet (inv. A 1943) e Parigi, Louvre, Département des Arts graphiques (RF 4.143, 5.271, 29.493 e 29.494)
- Libro d'Ore di Anne de Baudricourt, miniatura, Parigi, Biblioteca nazionale di Francia (lat 3.187)
- Libro d'Ore De Veauce, miniatura 247 fol., Amsterdam, Bibliotheca Philosophica Hermetica (BPH 74)
- Libro d'Ore di Tours, miniatura, ubicazione sconosciuta, già nella Collezione Metcalf (.)
- Libro d'Ore del Maine, 1480 circa, miniatura 89 fol., Parigi, Bibliothèque de l'Arsenal (ms. 417)